# Ранкизм
Ранки́зм (от англ. rankism) — оскорбительное, дискриминационное или эксплуатационное поведение по отношению к людям, которые наделены меньшей властью из-за их более низкого ранга в какой-либо иерархии.
Дискриминация, основанная на социальном положении, тесно связана с многими другими явлениями, такими как: буллинг (травля), расизм, хейзинг (унизительное обращение в ходе инициации при вступлении в определенную группу), эйджизм (дискриминация по возрасту), сексизм и гомофобия. Термин «ранкизм» был придуман американским физиком, преподавателем и социальным реформатором Робертом Фуллером (англ. Robert W. Fuller) в 2003 году.

## Характеристика
Ранкизм может принимать различные формы, включая:
- злоупотребление властью/старшинством;

- жестокое обращение с детьми в семье;
- несправедливое отношение к работнику со стороны начальства;
- жестокое обращение в местах лишения свободы;

- использование вышестоящего положения в качестве защиты от ответственности за оскорбления и унижения;
- ничем не обоснованное преимущество над кем-то, основанное на ложном превосходстве (расизм, сексизм, классовая дискриминация).

Ранкизм может встретиться в любой социальной иерархии, такой как государство, корпорация, семья, негосударственная организация, университет.

## Ранкизм и достоинство
Согласно Фуллеру, злоупотребление социальным положением переносится его жертвами как унижение достоинства личности. Фуллер и его адепты начали новое общественное движение с целью преодолеть ранкизм так же, как движение за гражданские права и движение за права женщин борются против расизма и сексизма.